# Calliotropis regalis
Calliotropis regalis là một loài ốc biển, là động vật thân mềm chân bụng sống ở biển thuộc họ Calliotropidae.

## Miêu tả
The size of an adult shell varies between 6 mm and 18 mm.
Bản mẫu:Epand section

## Phân bố
Loài này phân bố ở vùng biển Châu Âu along the British Isles and the Faroes, in Địa Trung Hải, in the Northwest Atlantic Ocean from Nova Scotia to North Carolina.